# Toni Velamazán
Antonio Velamazán Tejedor (Barcelona, Cataluña, España, 22 de enero de 1977) es un futbolista español retirado. Jugaba de centrocampista. Su último equipo como profesional fue el CE Hospitalet del que fue capitán y pieza clave en el último ascenso a Segunda División B.
Actualmente es entrenador de las categorías inferiores en el RCD Espanyol de Barcelona

## Clubes
| Club                          | País   | Año       |
| ----------------------------- | ------ | --------- |
| Fútbol Club Barcelona "B"     | España | 1994-1996 |
| FC Barcelona                  | España | 1995-1996 |
| Real Oviedo                   | España | 1996-1997 |
| Albacete Balompié             | España | 1997-1998 |
| Club de Fútbol Extremadura    | España | 1998-1999 |
| RCD Espanyol                  | España | 1999-2005 |
| Almería                       | España | 2006-2007 |
| Centre d'Esports L'Hospitalet | España | 2007-2011 |

## Palmarés
| Título       | Club                      | País   | Año  |
| ------------ | ------------------------- | ------ | ---- |
| Copa del Rey | RCD Espanyol de Barcelona | España | 2000 |

## Juegos olímpicos
- Medalla de plata en fútbol en los Juegos Olímpicos de Sídney 2000 con España.